# Poule d'Alsace
 (octobre 2022).
« Alsacienne » redirige ici. Pour les autres significations, voir L'Alsacienne et Alsa (marque).
Pour des articles plus généraux, voir Gallus gallus domesticus et Liste des races de poules.
La Poule d'Alsace, ou Alsacienne, est une race de poules domestiques originaires d'Alsace.

## Description
C'est une poule de type méditerranéen, vive et active ressemblant fortement à la gauloise dorée, mais avec une crête frisée. C'est une volaille au corps cylindrique et de taille moyenne. Son élevage nécessite de l'espace, car la poule d'Alsace est très active. Elle n'hésite pas à s'éloigner des abords de son poulailler, pour rechercher sa nourriture. De plus, cette volaille vole très bien. Elle est capable de franchir des clôtures de deux mètres de haut et n'hésite pas à se percher dans un arbre pour passer la nuit.

### Origine
La poule d'Alsace est une race ancienne, présente depuis fort longtemps dans sa région d'origine, mais fixée vers 1890.
Elle est parente avec sa voisine d'outre-Rhin, la poule du Rhin ou rhénane (Rheinländer) avec qui elle a une origine commune et dont elle a contribué à la fixation. Par ailleurs, c'est une des rares races de poules françaises à ne pas avoir été croisée avec les races asiatiques. La poule d'Alsace a ainsi conservé toutes ses caractéristiques, qui font d'elle une race élégante, fière, alerte et adaptée aux spécificités du climat alsacien.

### Qualités
C'est une race fermière élevée à deux fins (production de chair et d'œufs). La poule d'Alsace a de bonnes aptitudes à la ponte et ce jusqu'à un âge avancé (5 ans). Sa chair blanche est très appréciée, elle orne les tables des plus grands restaurants alsaciens.

### Standard
- Aspect général :

Volaille de taille moyenne, au corps trapu et cylindrique, à l'allure fière et élégante. Reflets verts dans le plumage. 
Caractéristiques du coq :
- Crête : frisée qui se termine par une épine détachée de la nuque
- Oreillons : blancs en forme d'amandes
- Face : rouge, sans trace de blanc ou de duvet
- Barbillons : forme ovale, pas trop grands
- Couleur des yeux : vifs et grands à l'iris noir, sauf chez la variété dorée saumonée
- Bec : de taille moyenne, fort et de couleur foncée
- Cou : de taille moyenne, port droit; camail riche et bien fourni
- Dos : assez long, légèrement incliné vers l'arrière; forme un angle aigu avec la queue
- Poitrine : pleine, profonde, bien saillante
- Abdomen : bien développe
- Ailes : tailles moyennes, bien collées au corps
- Queue : bien fournie avec des faucilles recourbées
- Selle : large, pleine, avec des lancettes pas trop longues
- Cuisses : légèrement saillantes
- Couleur des tarses : gris ardoise à noir, sans plumes
- Doigts : au nombre de quatre
- Plumage : serré au corps.
- Couleur de la peau : blanche

Caractéristiques de la poule:
Mêmes caractéristiques que le coq compte tenu des différences sexuelles. Ligne de dos droite. La poitrine est large et profonde. Les plumes sont collées au corps. La queue est ouverte.
- Défauts graves de caractéristiques :

Crête autre que frisée, dos trop court, iris de couleur rouge chez la variété noire. Tarses verdâtres ou jaunâtres. Coq pesant moins de 2 kg. Poule pesant moins de 1,6 kg.
Défauts :
Reflets violets et mats. Plumes blanches et dorées chez la noire.
- Variétés de plumage :

Quatre variétés sont admises par le standard : saumon doré, noir, blanc et bleu liseré. La variété noire est la plus commune.
Grande race :
- Masses : 2,5 à 3 kg pour le coq, 2 à 2,5 kg pour la poule
- Masse idéale des œufs à couver : 60 g, coquille blanche
- Diamètre des bagues : 18 mm pour le coq, 16 mm pour la poule

Naine :
- Poids idéal : coq : 950 g ; poule : 800 g
- Masse idéale des œufs à couver : 35 g, coquille blanche
- Diamètre des bagues : 14 mm pour le coq, 12 mm pour la poule

## Galerie

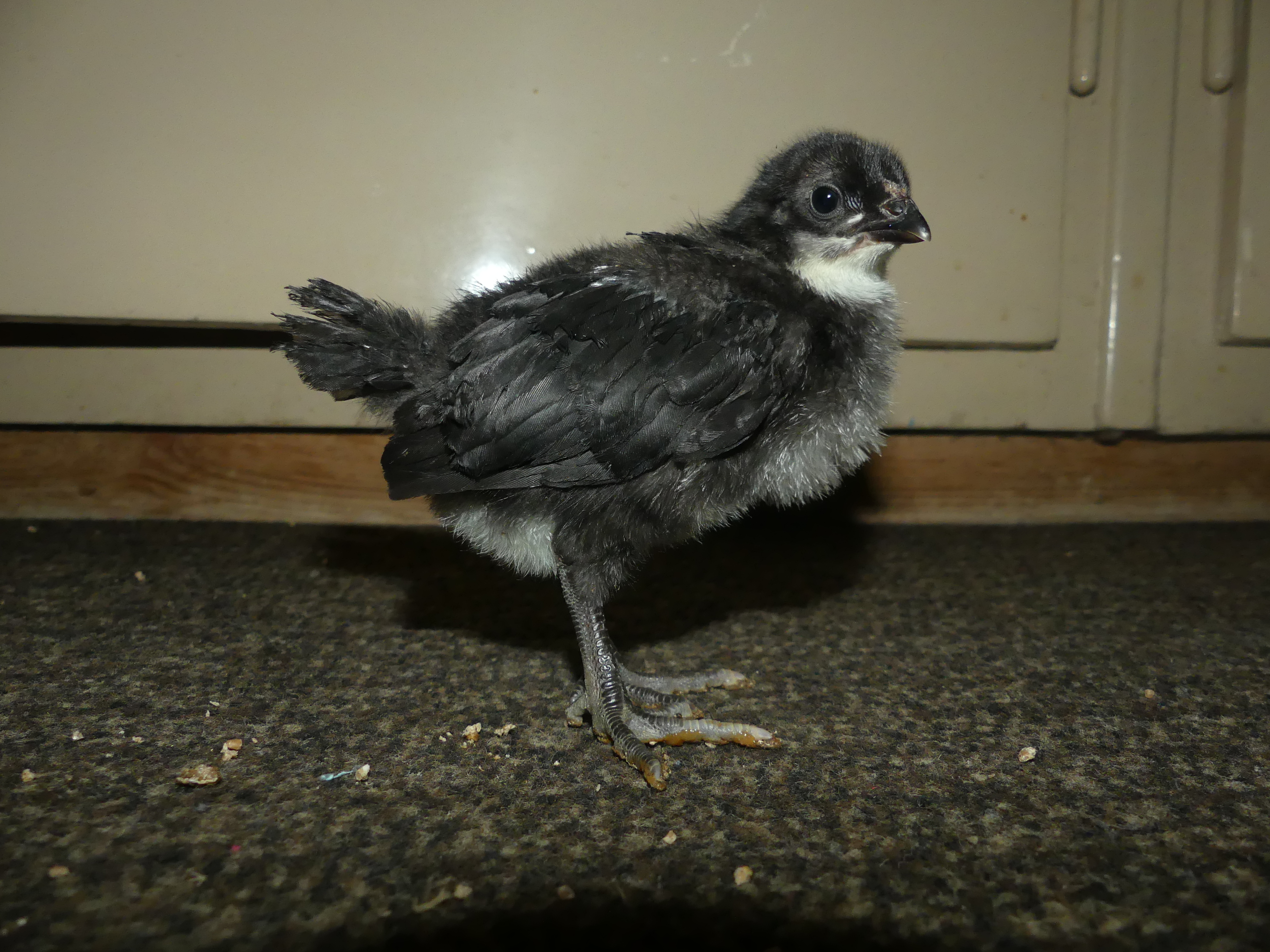
Poussin noir.
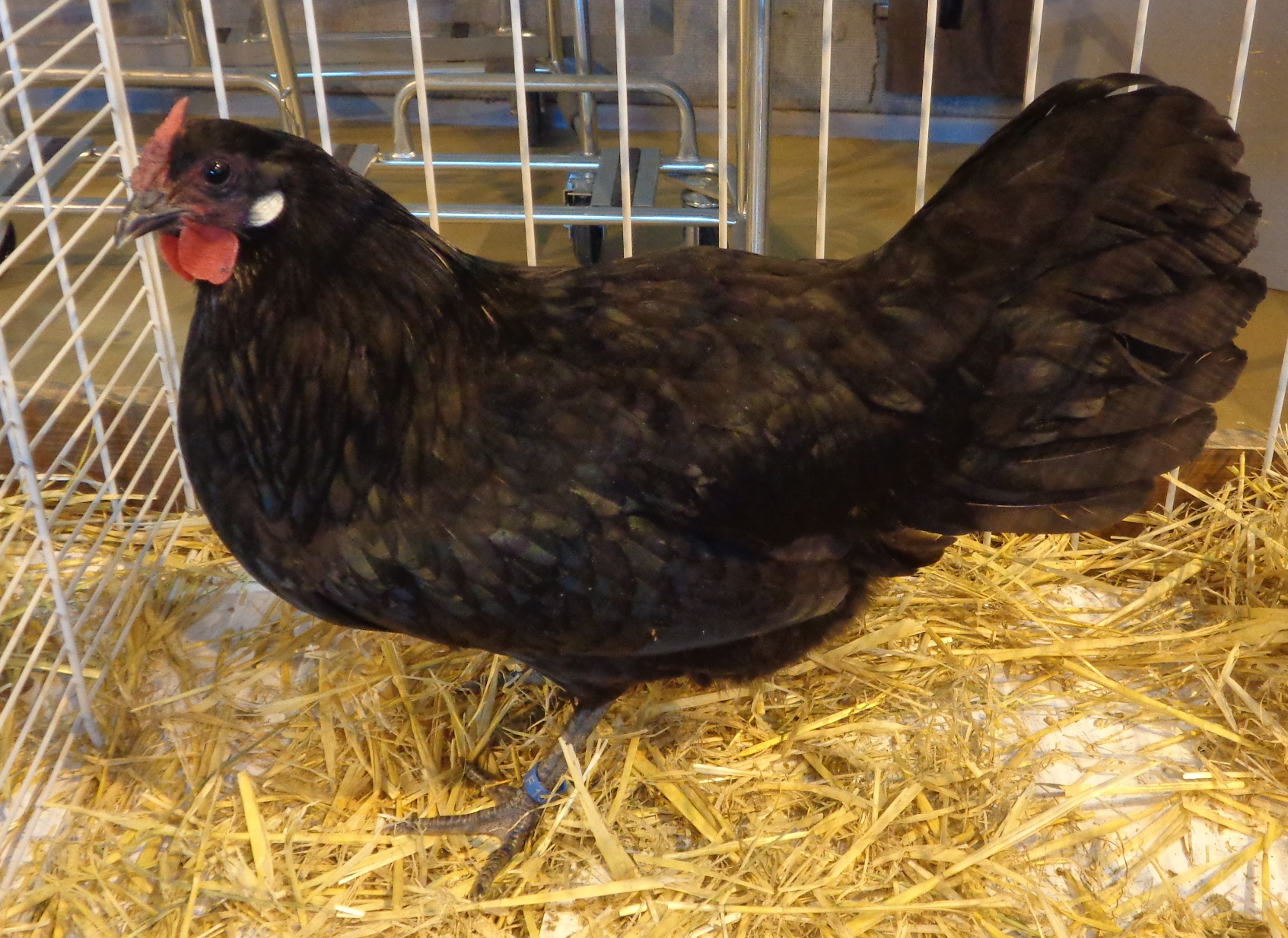
Poule noire.
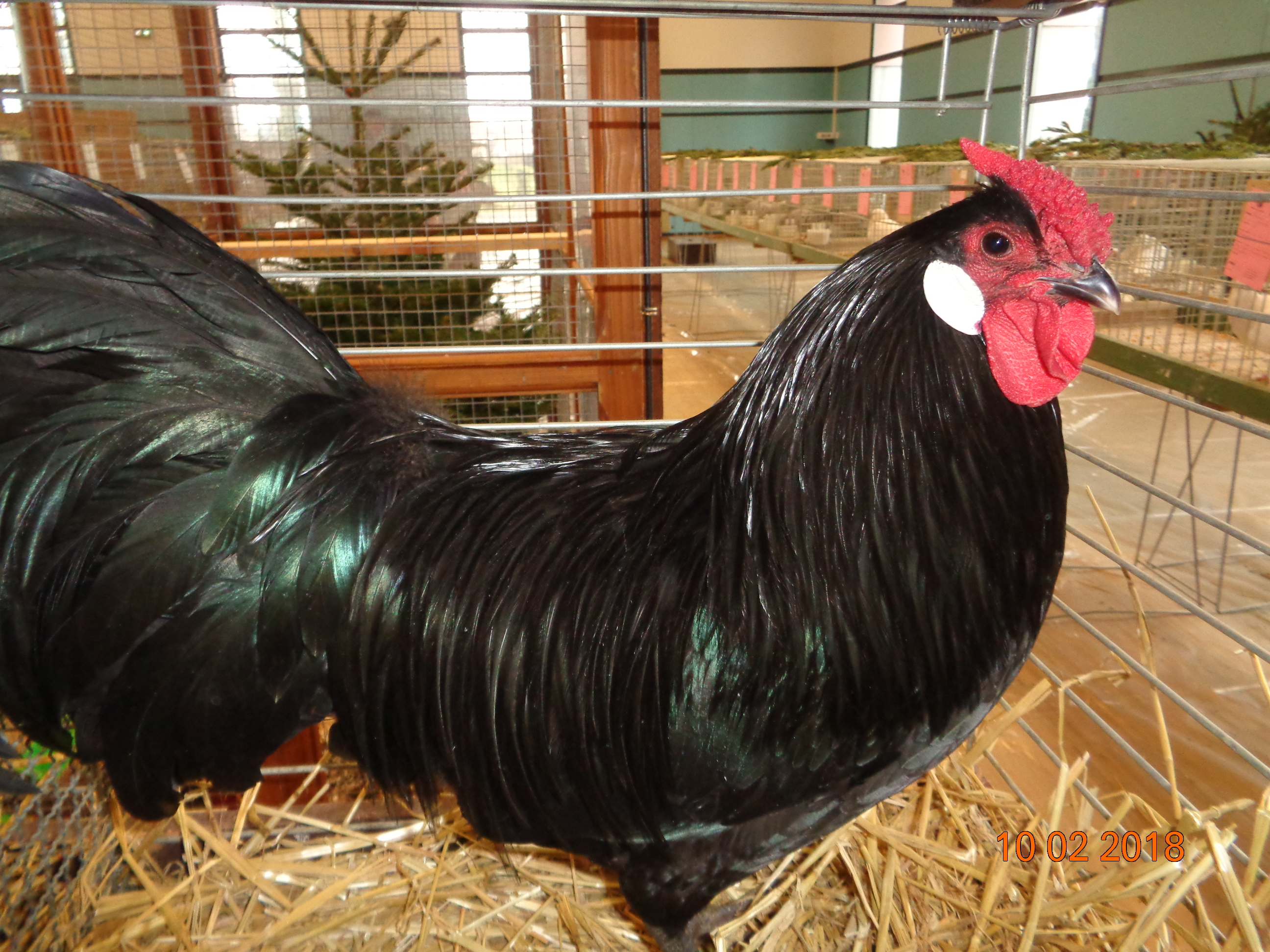
Coq noir.
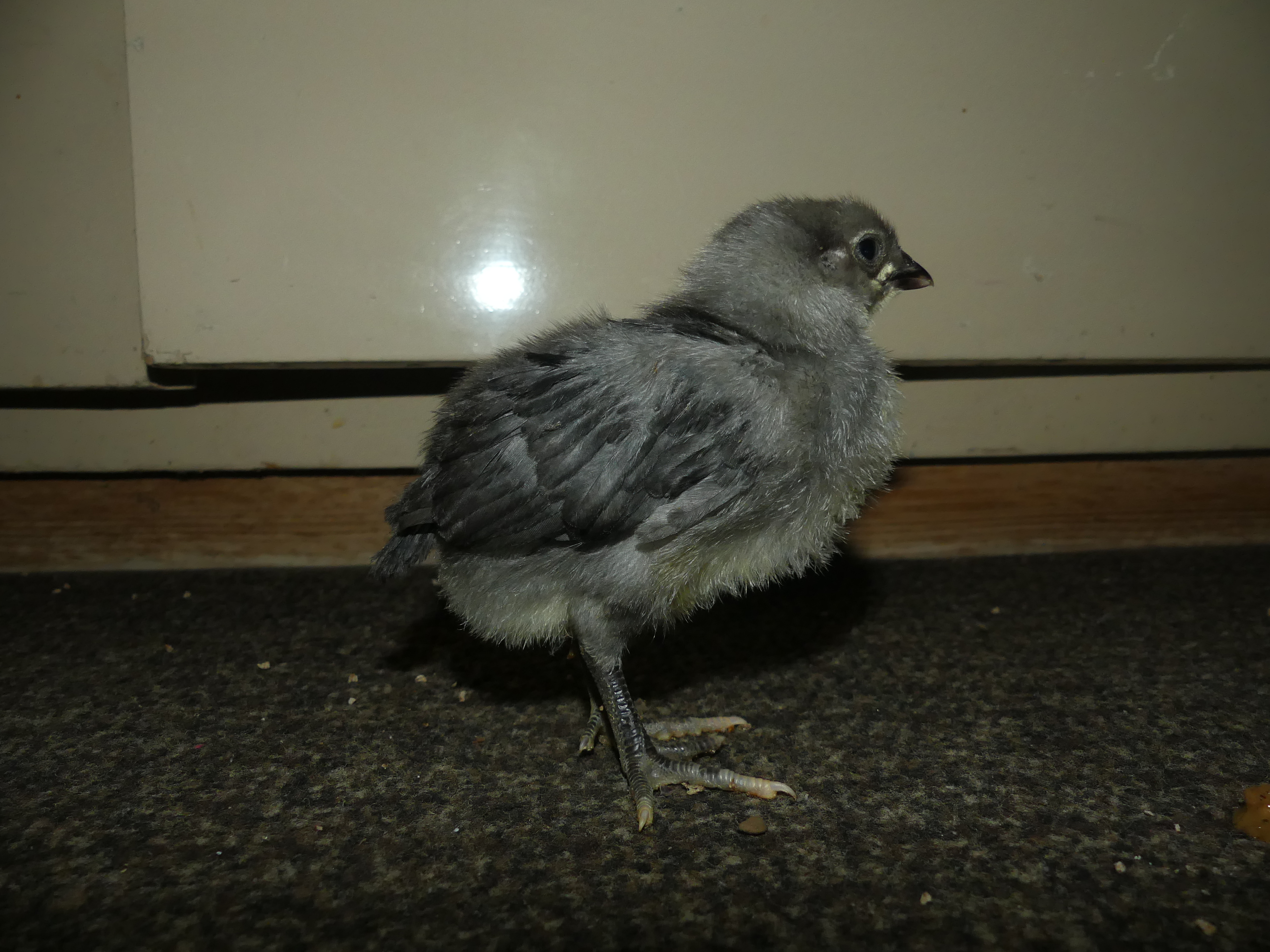
Poussin bleu liseré.
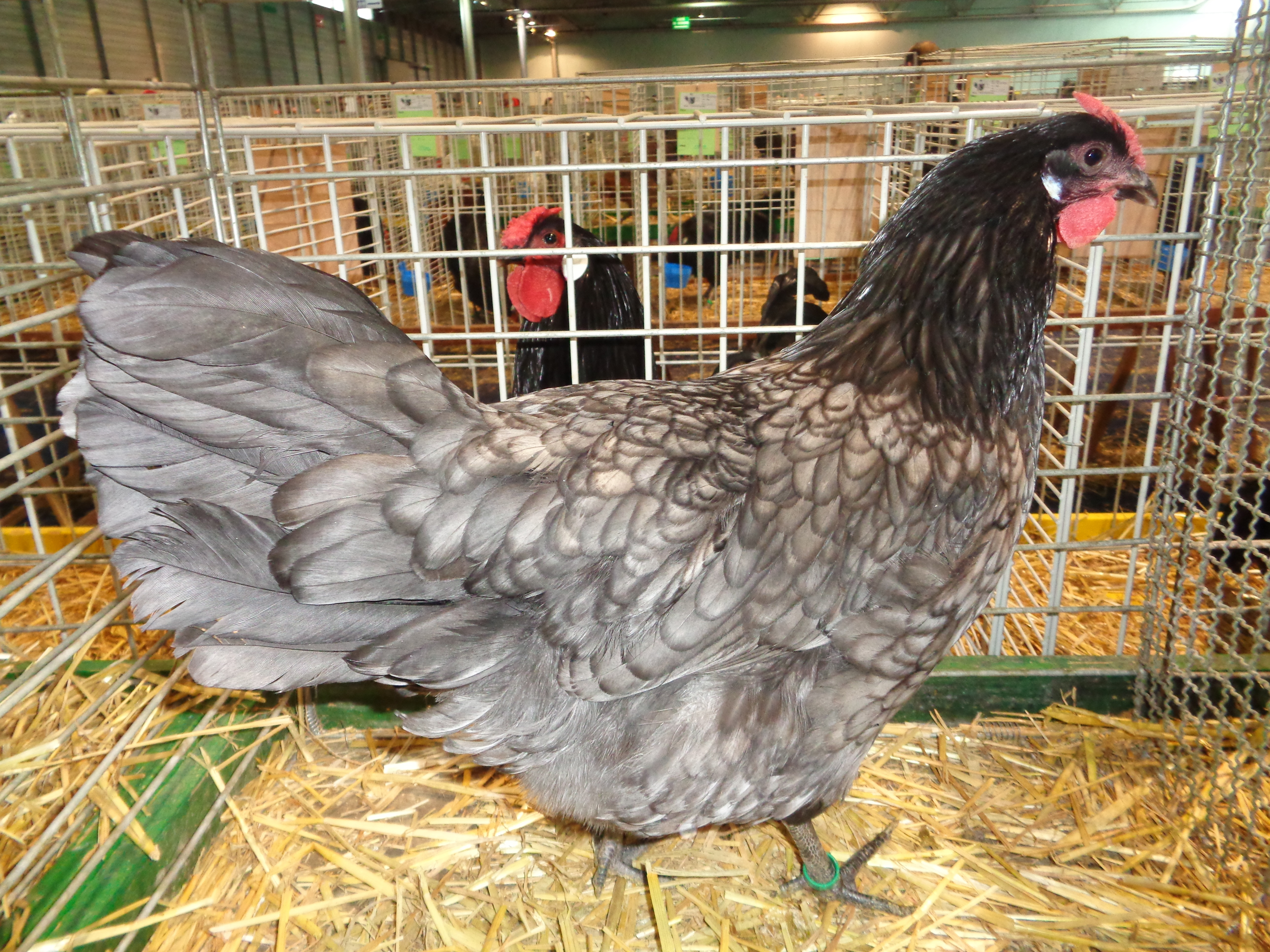
Poule bleu liseré.
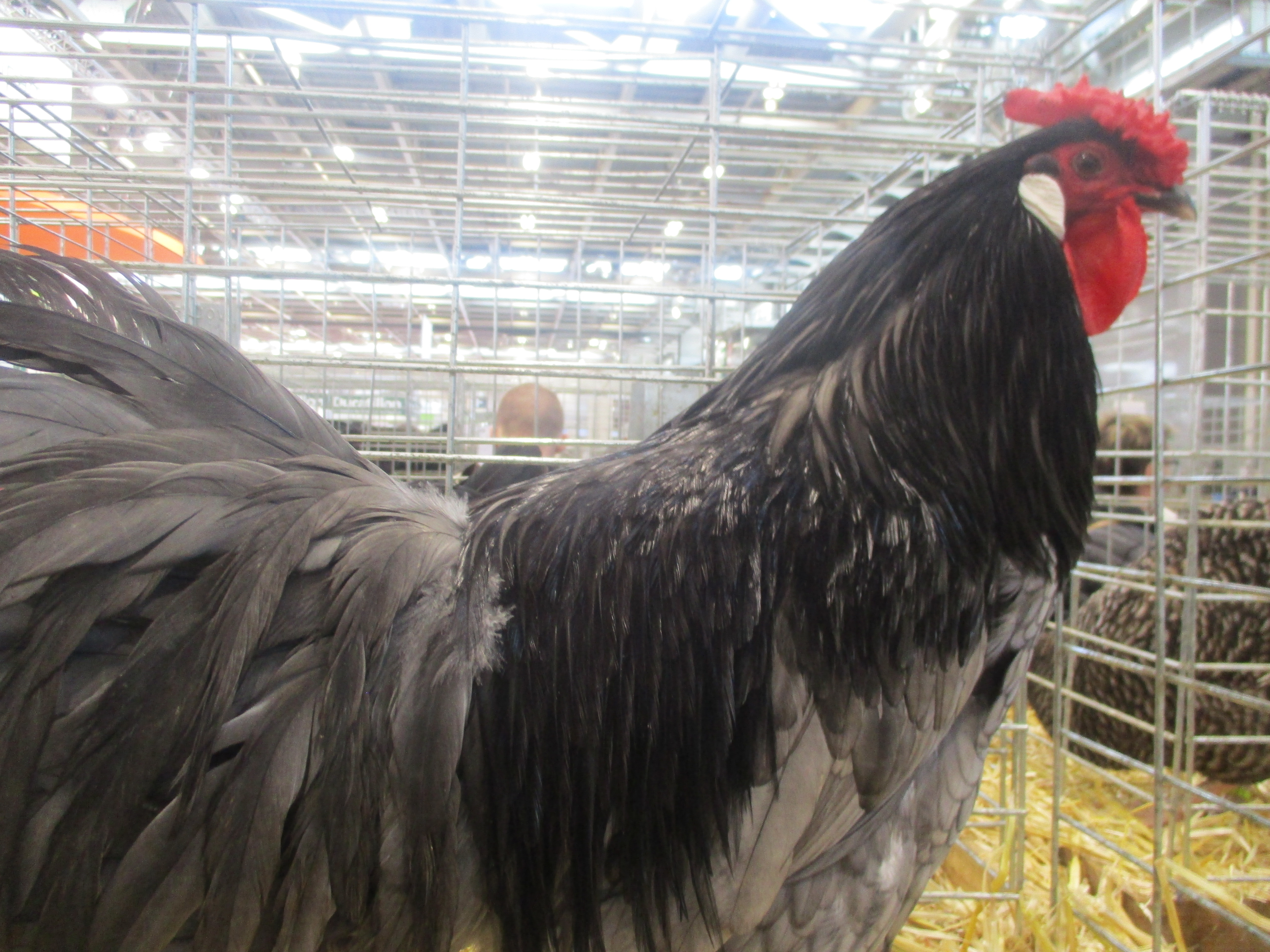
Coq bleu liseré.
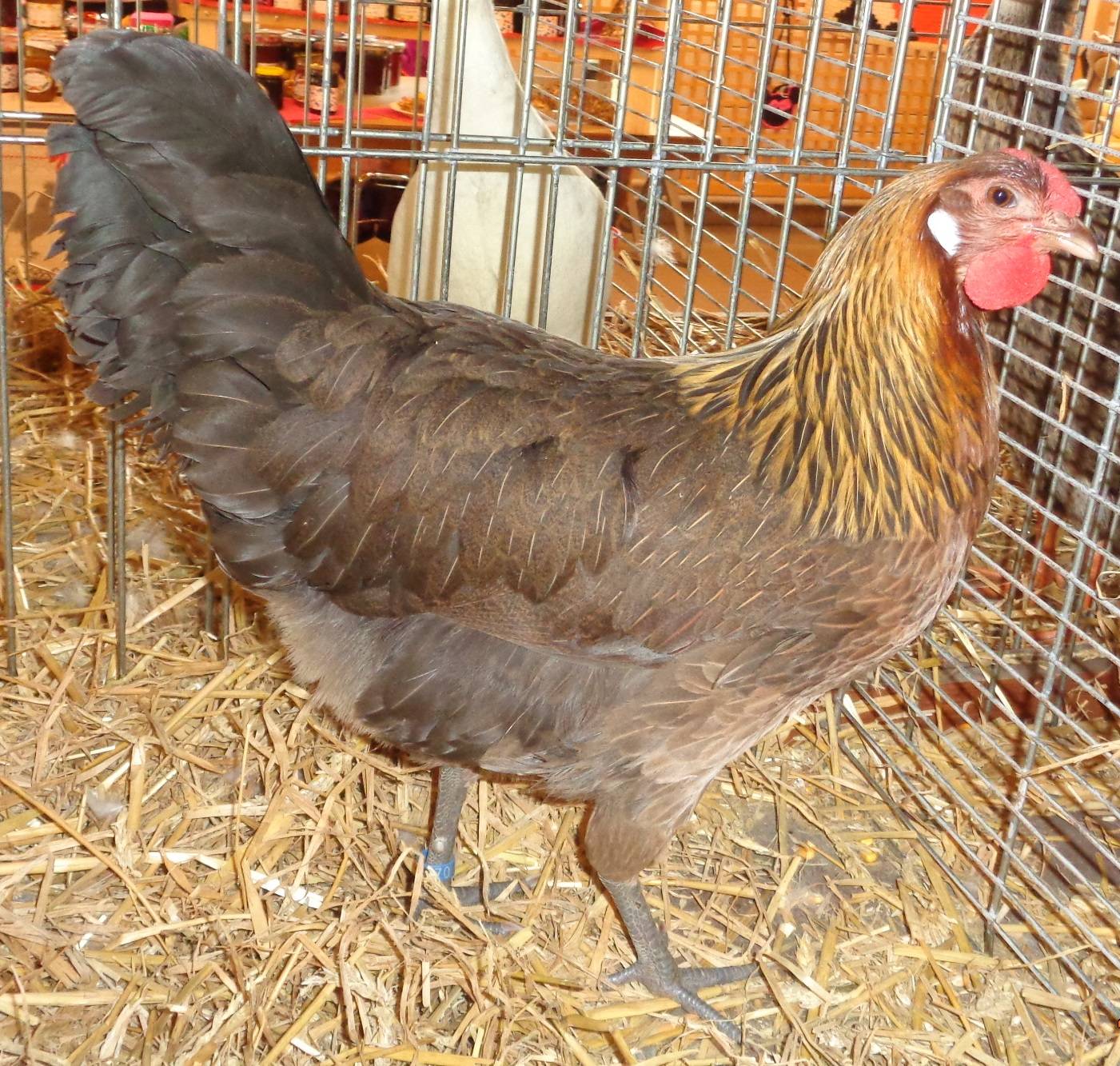
Poule saumon doré.
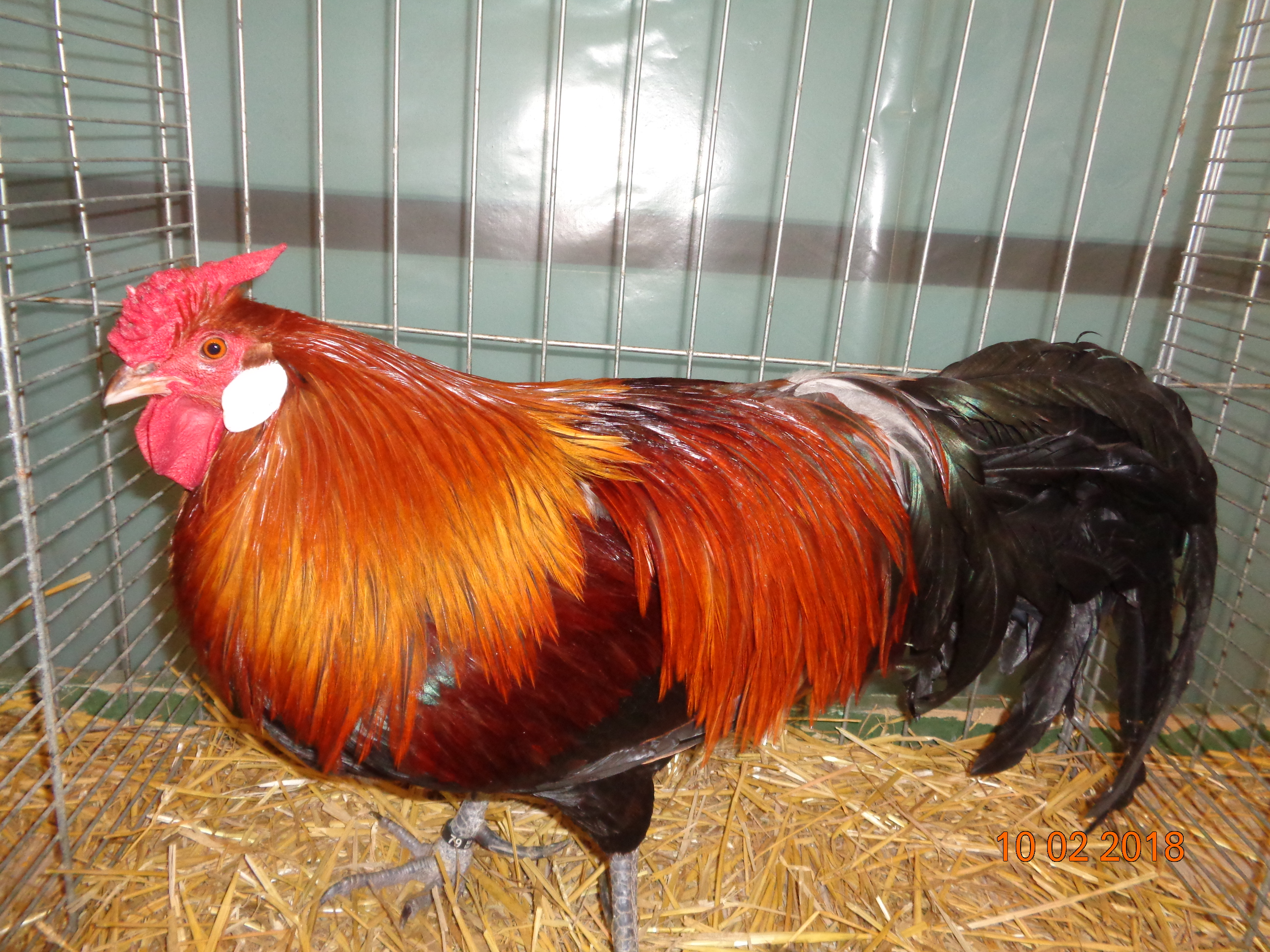
Coq saumon doré.
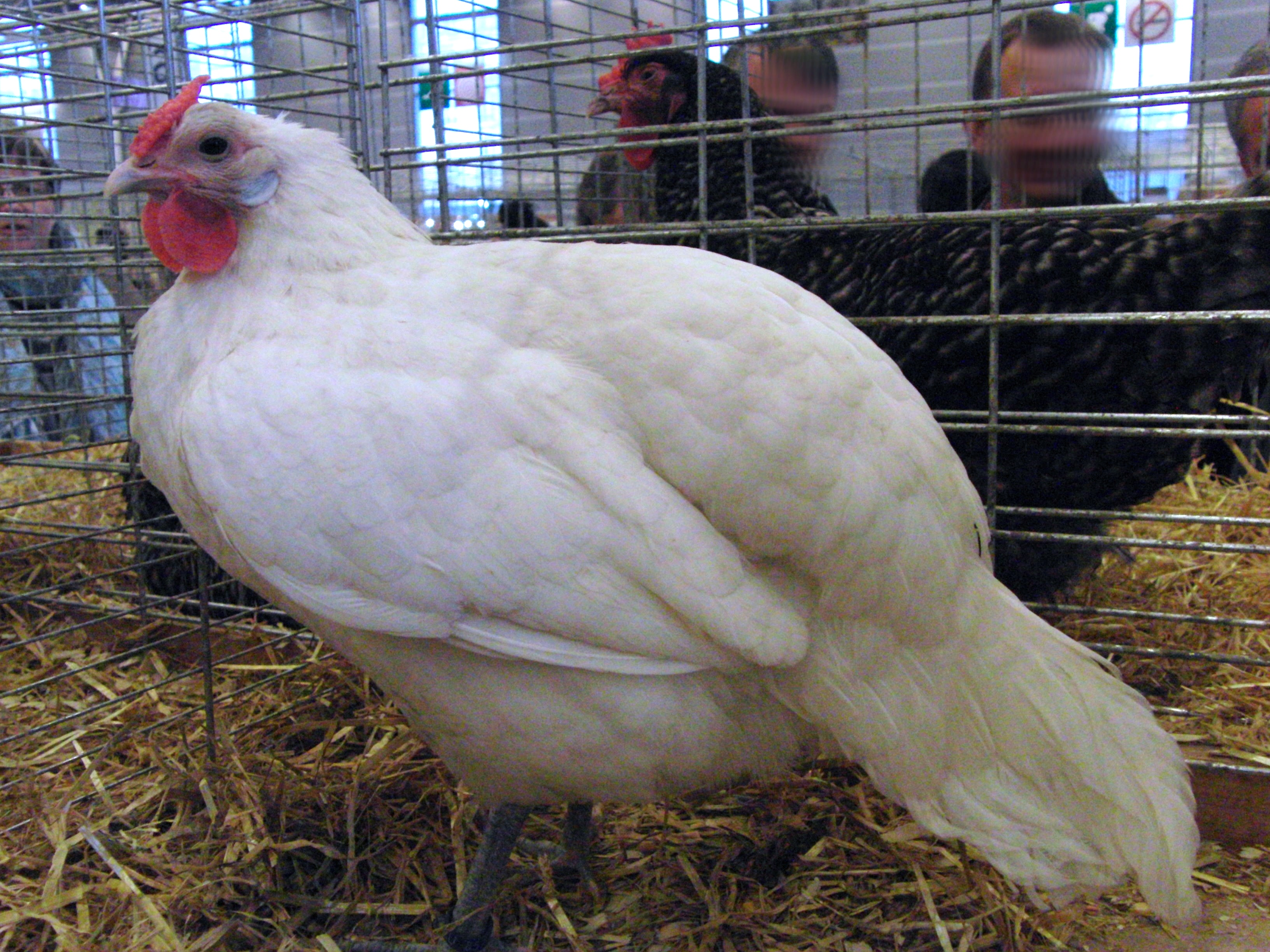
Poule blanche.